# Idiocera (Idiocera) thomassetiana
Idiocera (Idiocera) thomassetiana is een tweevleugelige uit de familie steltmuggen (Limoniidae). De soort komt voor in het Afrotropisch gebied.